# Raudal FM
Raudal FM o Radio Raudal es una estación radial chilena ubicada en la comuna de Nogales perteneciente a la Provincia de Quillota. Cuenta con 3 emisoras que transmiten simultáneamente en la Región de Valparaíso. 

## Historia
Raudal FM inició sus transmisiones el 19 de abril de 1993 en la Comuna de Cabildo en la frecuencia 99.9 MHz donde estuvieron sus primeros estudios, junto a su fundador Miguel Morales Collao. Su nombre deriva de la palabra Raudal cuyo significado es "Caudal de agua que corre violentamente". 
El 27 de octubre de 1998 se trasladan a la comuna de Nogales comenzando a transmitir en dial 97.1 MHz convirtiéndose en el primer medio de comunicación de la comuna y en donde actualmente se encuentran sus principales estudios de transmisión. Más adelante específicamente el 9 de junio de 2017 comienzan a funcionar en la comuna de Rinconada en la frecuencia 93.9 MHz para el Valle Del Aconcagua.

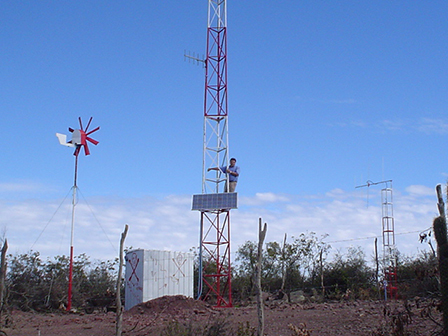
Primera emisora en sudamérica en realizar transmisión radial con energía Solar y Eólica.

En el año 2000 comienza a realizar sus transmisiones con Energía Solar y Eólica convirtiéndose en la primera radio emisora en Sudamérica en incorporar esta tecnología.
Desde sus comienzos se ha caracterizado por ser una emisora cercana a la gente, especialmente al publico femenino y también por incorporar el genero de música ranchera a su programación diaria, convirtiéndose en la primera radio FM en la Quinta Región en difundir este estilo musical. 
Actualmente sigue difundiendo música ranchera pero junto otros estilos musicales, definiéndose hoy en día como una emisora latina de corte romántico. Su eslogan "La Radio De Tu Corazón" esta activo desde sus inicios, siendo parte de su identidad radial en la Región de Valparaíso. 
En Radio Raudal se han realizado diversos programas desde sus comienzos, destacándose locutores como: Eduard Gallardo, Ana Maria Valdebenito, Jaime Bustamante, Eduardo Bravo, Fernando Olmos, Luis Guerrero, Eduardo “El pollo”, Pedro Saavedra “El palito”, Samuel Salazar, Gonzalo Villarroel, Pedro “Peter” Delgado, Juan Guillermo Mendez, Rodrigo Olivares y Sebastian Eduardo.  
Hoy en día su equipo radial lo conforman Jorge "Huracán" Vergara, Italo Contreras, Jacqueline Tapia, Eduardo "Tarzán" Armijo, Mauri "El Llanero", George de la Selva y Enrique "Quique" Morales. 